# Giovanni Battista Falda
Giovanni Battista Falda (* 7. Dezember 1643 in Valduggia; † 22. August 1678 in Rom) war ein
italienischer Zeichner, Kupferstecher und Drucker, der die Architektur in Rom in der zweiten Hälfte des siebzehnten Jahrhunderts kartografierte und dokumentierte.

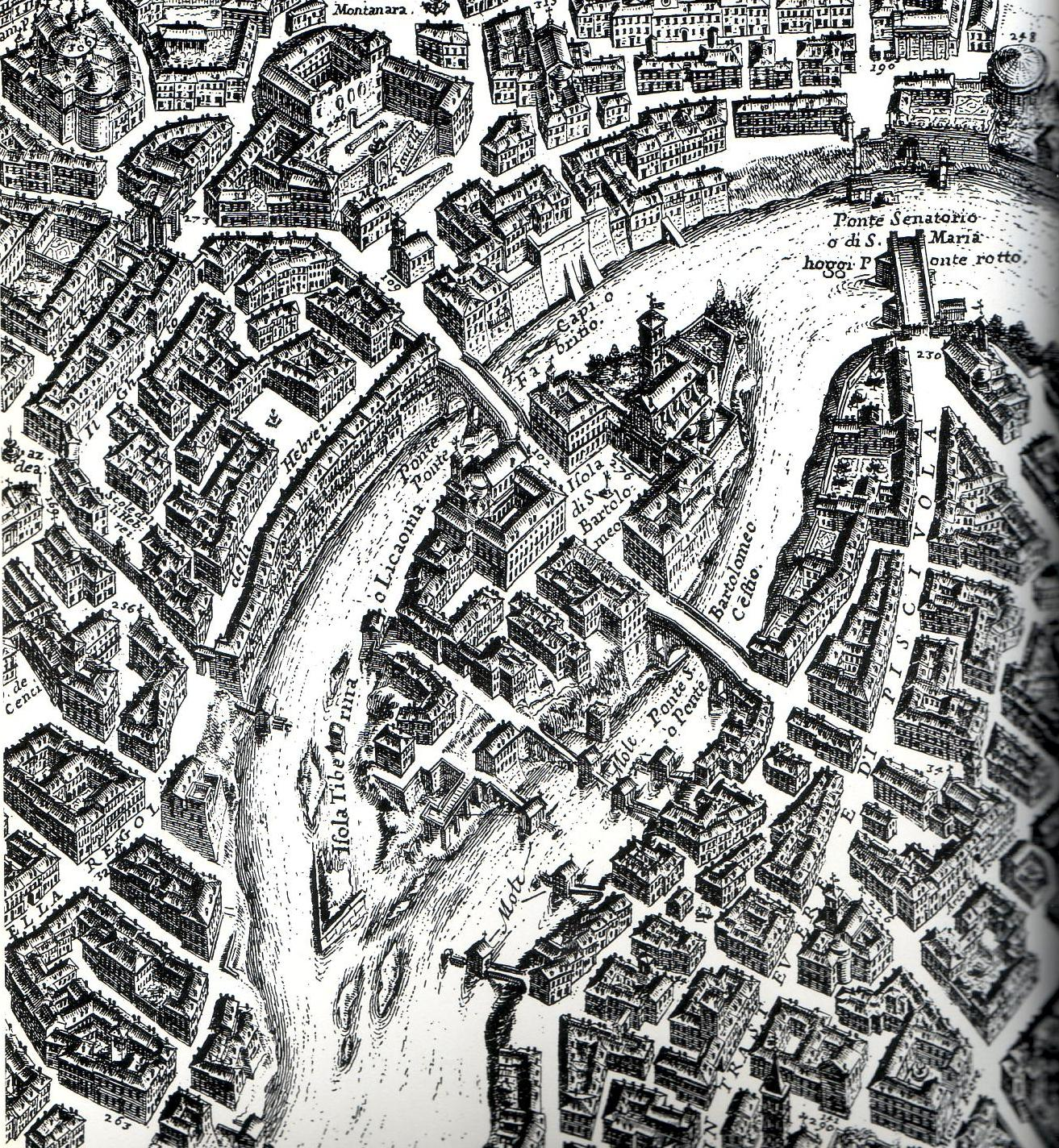
Ausschnitt' Isola Tiberina aus Nuova pianta et alzata della città di Roma

## Leben
Geboren in der Provinz Vercelli, zeigte er früh Neigung und Fähigkeit zu zeichnen. Er wurde dann in die Lehre
zu einem lokalen Maler geschickt, und mit 14 Jahren, schickte man ihn nach Rom zu einem Onkel, der ihn Gian Lorenzo Bernini vorstellte.
Viel wichtiger bei seiner Ausbildung und anschließenden Aktivitäten des jungen Falda war das Zusammentreffen mit Giovanni Giacomo De Rossi
und die Lehre als Drucker. De Rossi war für den jungen Falda  der Ausbilder und Mentor, mit dem er sein ganzes kurzes Leben zusammenarbeitete.
Giovanni Giacomo Rossi (* 1627; † 1691) erbte die wichtigste römische Druckerei des 17. Jahrhunderts von seinem Vater Giuseppe (1570–1639).
Sein Hauptwerk, der Atlas „Mercurio Geografico“, wurde von 1690 bis 1714 in Rom gedruckt.